# Ріта Кетсхельї
Ріта Кетсхельї (угор. Ріта Кестельї, 10 грудня 1991) — угорська ватерполістка.
Призерка Олімпійських Ігор 2020 року, учасниця 2012, 2016 років.
Призерка Чемпіонату світу з водних видів спорту 2013, 2022 років.